# Liste des circonscriptions législatives de la Somme sous la IIIe République

Le département français de la Somme est, sous la Troisième République, constitué de huit circonscriptions législatives de 1876 à 1898, de neuf circonscriptions de  1898 à 1902 puis de sept circonscriptions de 1902 à 1919 et 1928 à 1940.

## Composition des circonscriptions

### Composition des circonscriptions de 1876 à 1902

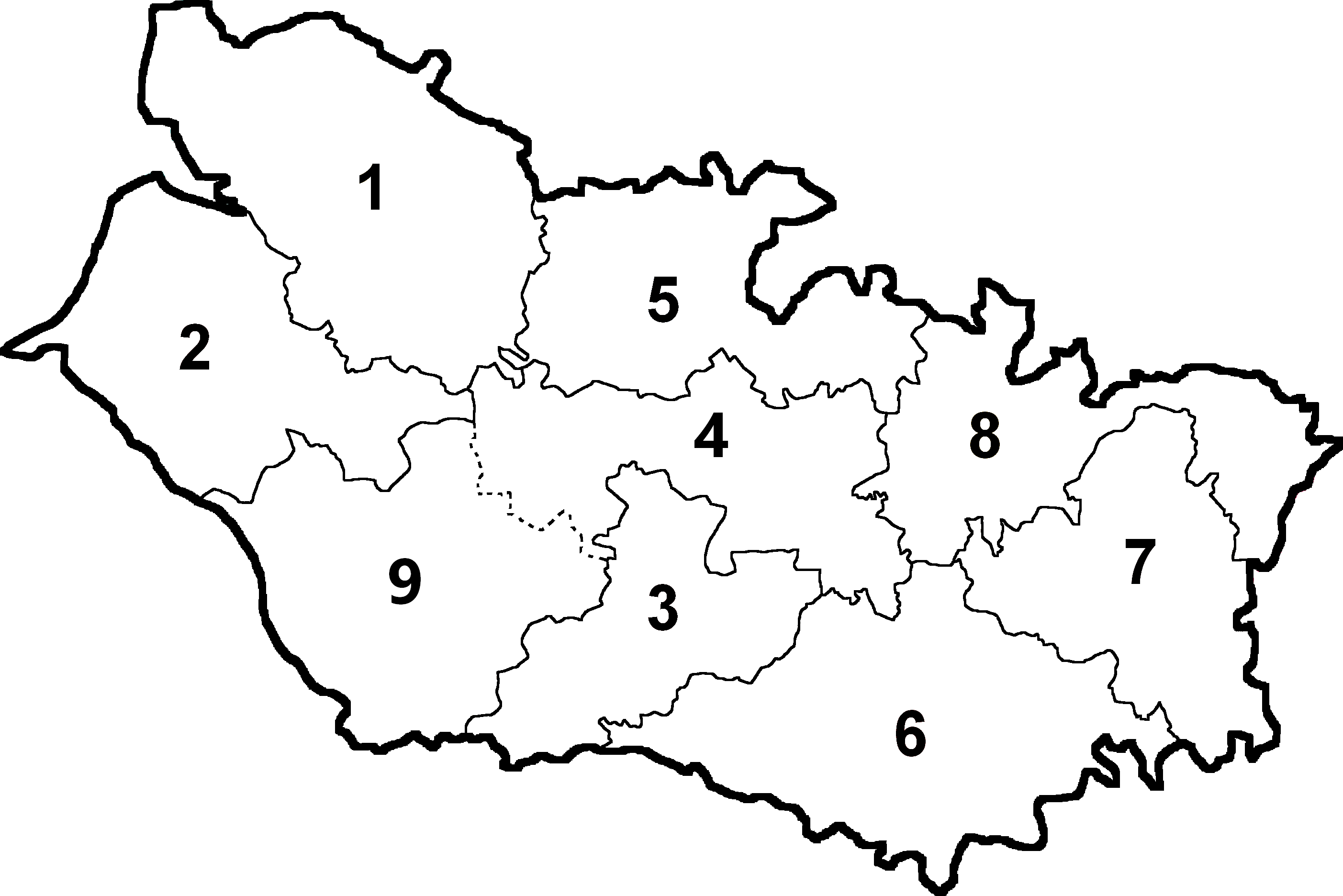
Circonscriptions de 1876 à 1902.

À compter de 1876, le département de la Somme comprend huit circonscriptions regroupant les cantons suivants :
1. Circonscription d'Abbeville-1 : Abbeville-Nord, Abbeville-Sud, Ailly-le-Haut-Clocher, Crécy-en-Ponthieu, Nouvion, Rue.
2. Circonscription d'Abbeville-2 : Ault, Gamaches, Hallencourt, Moyenneville, Saint-Valery-sur-Somme.
3. Circonscription d'Amiens-1 : Amiens-II-Nord-Ouest, Amiens-VII-Sud-Ouest, Boves, Conty.
4. Circonscription d'Amiens-2 : Amiens-III-Nord-Est, Amiens-V-Sud-Est, Corbie, Hornoy-le-Bourg, Molliens-Dreuil, Oisemont, Picquigny, Poix-de-Picardie, Villers-Bocage.
5. Circonscription de Doullens : Acheux-en-Amiénois, Bernaville, Doullens, Domart-en-Ponthieu.
6. Circonscription de Montdidier : Ailly-sur-Noye, Montdidier, Moreuil, Rosières-en-Santerre, Roye
7. Circonscription de Péronne-1 : Chaulnes, Ham, Nesle, Péronne
8. Circonscription de Péronne-2 : Albert, Bray-sur-Somme, Combles, Roisel.
9. Circonscription d'Amiens-3 (créée en 1898) :  Hornoy-le-Bourg, Molliens-Dreuil, Oisemont, Poix-de-Picardie.

### Composition des circonscriptions de 1902 à 1919

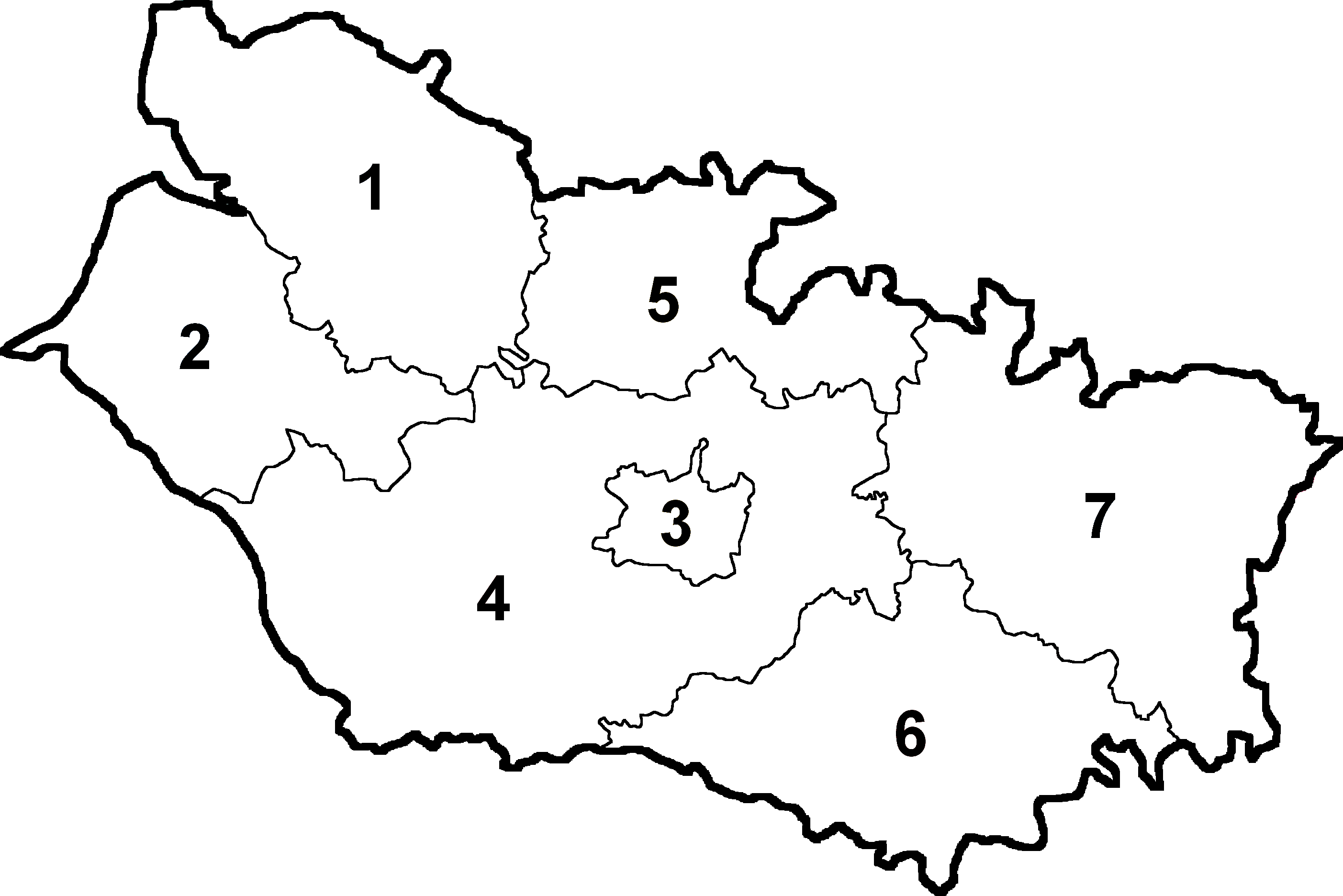
Circonscriptions de 1902 à 1919.

Un léger découpage eut lieu en 1902 réduisant le nombre de circonscriptions à sept (contre neuf en 1898).
1. Circonscription d'Abbeville-1 : Abbeville-Nord, Abbeville-Sud, Ailly-le-Haut-Clocher, Crécy-en-Ponthieu, Nouvion, Rue.
2. Circonscription d'Abbeville-2 : Ault, Gamaches, Hallencourt, Moyenneville, Saint-Valery-sur-Somme.
3. Circonscription d'Amiens-1 : Amiens-II-Nord-Ouest, Amiens-III-Nord-Est, Amiens-V-Sud-Est, Amiens-VII-Sud-Ouest.
4. Circonscription d'Amiens-2 : Boves, Conty, Corbie, Hornoy-le-Bourg, Molliens-Dreuil, Oisemont, Picquigny, Poix-de-Picardie, Villers-Bocage.
5. Circonscription de Doullens : Acheux-en-Amiénois, Bernaville, Doullens, Domart-en-Ponthieu.
6. Circonscription de Montdidier : Ailly-sur-Noye, Montdidier, Moreuil, Rosières-en-Santerre, Roye
7. Circonscription de Péronne : Albert, Bray-sur-Somme, Chaulnes, Combles, Ham, Nesle, Péronne, Roisel.

La loi du 12 juillet 1919 supprime les circonscriptions du département avec l'instauration du scrutin de liste avec représentation proportionnelle.

### Composition des circonscriptions de 1928 à 1940

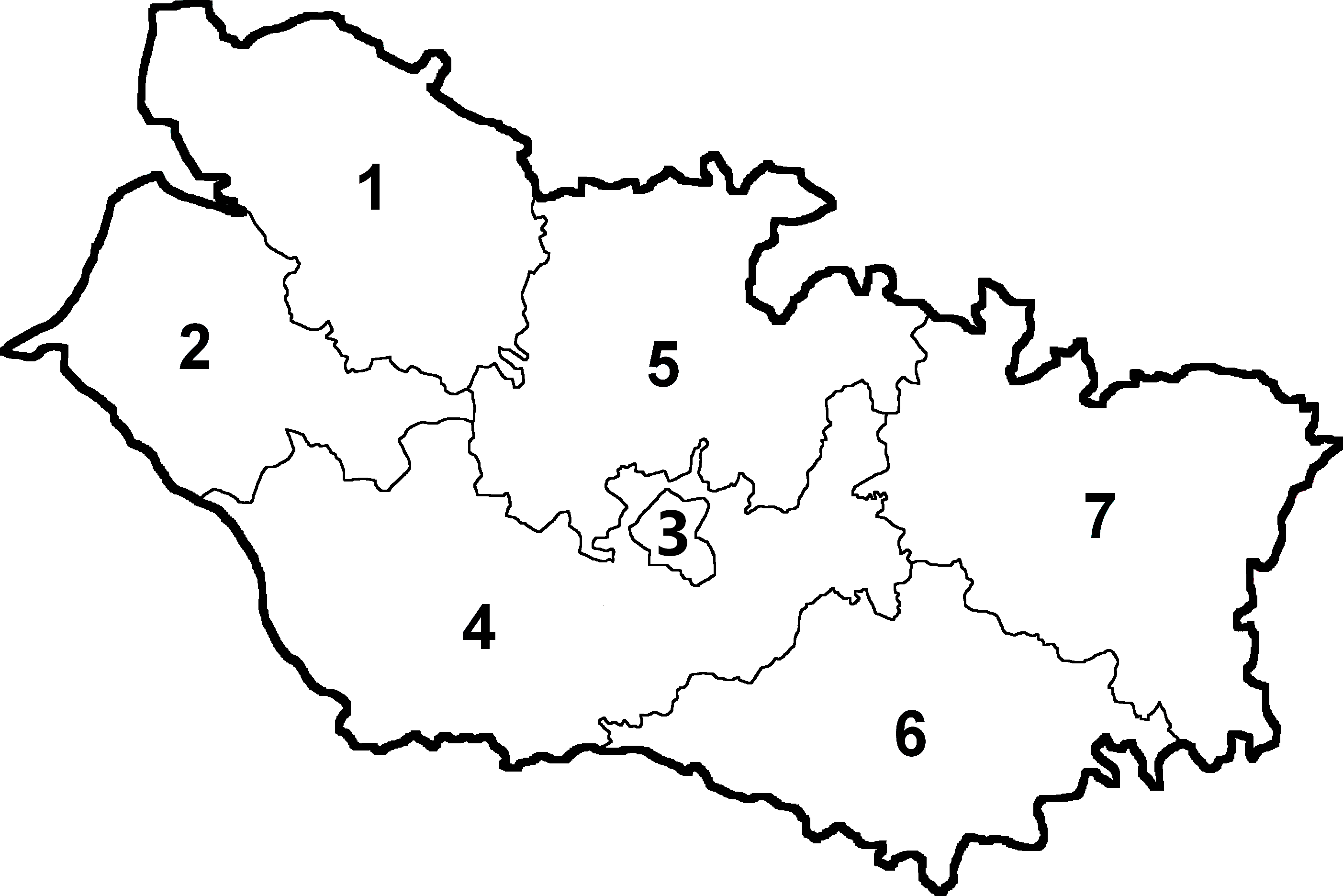
Circonscriptions de 1928 à 1940.

À la suite de la loi du 21 juillet 1927, les circonscriptions législatives sont recréées.
1. Circonscription d'Abbeville-1 : Abbeville-Nord, Abbeville-Sud, Ailly-le-Haut-Clocher, Crécy-en-Ponthieu, Nouvion, Rue.
2. Circonscription d'Abbeville-2 : Ault, Gamaches, Hallencourt, Moyenneville, Saint-Valery-sur-Somme.
3. Circonscription d'Amiens-1 : Amiens-II-Nord-Ouest, Amiens-III-Nord-Est, Amiens-V-Sud-Est, Amiens-VII-Sud-Ouest.
4. Circonscription d'Amiens-2 : Boves, Conty, Corbie, Hornoy-le-Bourg, Molliens-Dreuil, Oisemont, Poix-de-Picardie.
5. Circonscription d'Amiens-3 : Acheux-en-Amiénois, Bernaville, Doullens, Domart-en-Ponthieu, Picquigny, Villers-Bocage.
6. Circonscription de Montdidier : Ailly-sur-Noye, Montdidier, Moreuil, Rosières-en-Santerre, Roye
7. Circonscription de Péronne : Albert, Bray-sur-Somme, Chaulnes, Combles, Ham, Nesle, Péronne, Roisel.

Avec la fin de la Troisième République et les pleins pouvoirs confiés au maréchal Philippe Pétain, les circonscriptions législatives sont supprimées, le 10 juillet 1940.